# Missão Abóbora
Pumpkin Reports é uma série de animação co-produzida pelas empresas: Motion Pictures, RAI Fiction, Clan, Sample, Young Jump, ABC e Televisió de Catalunya.
Estreou pela primeira vez em França no canal Boing.
Estreou em Espanha Clan em 2014.
Em Portugal estreou na RTP2 em 14 de setembro de 2015.
No Brasil a série estreou em 2016, foi adquirida pelo canal Gloob.
Uma segunda temporada foi confirmada pela Clan, Mas não há data de estreia.

## Sinopse
Max Green viveu uma vida despreocupada com os eus amorosos pais, ao ser o rapaz mais popular da cidade de Cucurtown (Cucurtópolis na versão brasileira), até que ele descobre que Teresa e Golias, seu irmão e irmã recém-adotados, são aliens empenhados em assumir a terra. 
A mae e o pai não acreditão que ele e os habitantes da cidade são demasiado complacentes para investigar, por isso é até onze anos de idade, Max e seus amigos: 
Violeta - amiga de Max, é amigável desde o jardim de infância;
Pixel - nerd da cidade e crente estrangeiro mais convencido;
Simon Sillicon - um cientista gênio caído em desgraça, todos improvisão contramedidas inteligentes para frustrar cada parcela dominante na terra que os alienígenas não sonhão, é o pai de Pixel.

## Dublagem
| Personagem     | Original | Dobragem Portuguesa | Dublagem Brasileira |
| -------------- | -------- | ------------------- | ------------------- |
| Max Green      |          | André Raimundo      | Daniel Figueira     |
| Teresa         |          | Solange Santos      | Maíra Paris         |
| Golias         |          |                     |                     |
| Violeta        |          | Cristina Basílio    | Jussara Marques     |
| Pixel          |          | Sérgio Calvinho     | Yuri Chesman        |
| Simon Sillicon |          | Romeu Vala          | Tatá Guarnieri      |
| Vitor Green    |          | Luís Barros         | César Marchetti     |
| Laura Green    |          | Adriana Moniz       | Eleanora Prado      |

1. ↑  {{cite news | title = .